# 谢晋
谢晋（1923年11月21日—2008年10月18日），男，浙江上虞人，中国电影导演。

## 生平
1923年11月，谢晋出生于浙江上虞谢塘镇的老屋里。是谢安的五十三世孙。
謝晉在中學時代即酷愛表演，曾在華光戲劇專科學校、金星電影訓練班學習，1941年考入四川江安国立戏剧专科学校話劇科，受教於曹禺、洪深、焦菊隐、马彦祥、陈鲤庭等名家。1947年在南京國立戲劇專科學校導演專業復學，導師余上沅。1953年謝晉開始在上海电影制片厂任導演。
《女篮5号》是謝晉的成名作，也是中国第一部彩色体育故事片。1958年參與反右影片《大風浪裡的小故事》之導演。

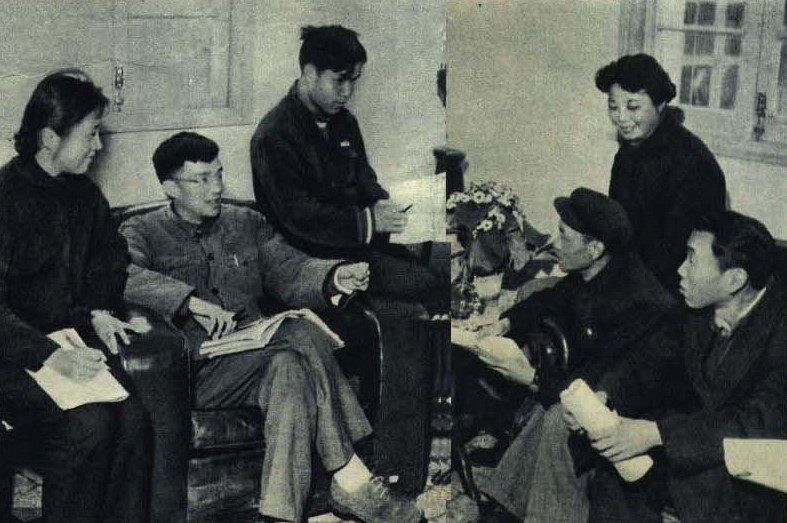
1962年，左二为百花奖最佳导演谢晋

谢晋在文革中拍了不少“四人帮”大片，其中更是包括张春桥为庆祝夺权成功准备的《盛大的节日》《占领颂》等。
此外，《红色娘子军》、《牧马人》、《芙蓉镇》、《鴉片戰爭》均是中国电影史上重要的作品。
謝晉是中國電影家協會第四屆理事、第五屆主席團委員，中国文联第五屆、第六屆執行副主席。第七屆全國政協委員，第八屆、九屆全國政協常委。
1995年4月7日应钱伟长邀请任上海大学影视艺术技术学院院长。任上海師範大學謝晉影視藝術學院院長，恆通影視有限公司董事長。
谢晋原拟在2008年10月18日参加其母校上虞市浙江春晖中学建校100周年庆典，但该日早上7点40分左右，他所下榻酒店的服務员，发现他已停止呼吸。
据家人称，谢晋可能因为8月丧子之痛，饮酒过量引起死亡。

## 作品
| 拍摄时间 | 类型     | 片名                            | 职务           | 合作导演 | 获奖                             | 備註 |
| 1948年   | 电 影    | 哑妻                            | 副导演         | 吴仞之   |                                  | |
| 1948年   | 电 影    | 几番风雨                        | 副导演         |          |                                  | |
| 1948年   | 电 影    | 二百五小传                      | 副导演         | 郑小秋   |                                  | |
| 1954年   | 淮剧短片 | 蓝桥会                          | 导演           |          |                                  | |
| 1957年   | 电 影    | 女篮5号                         | 导演、编剧     |          |                                  | 成名作 |
| 1958年   | 电 影    | 大風浪裡的小故事之三---疾風勁草 | 导演           |          |                                  | |
| 1962年   | 电 影    | 红色娘子军                      | 导演           |          | 1962年第一届电影百花奖最佳导演奖 | |
| 1962年   | 电 影    | 大李，小李和老李                | 导演           |          |                                  | |
| 1965年   | 电 影    | 舞台姐妹                        | 导演、编剧     |          |                                  | |
| 1974年   | 电 影    | 海港                            | 导演           | 谢添     |                                  | |
| 1975年   | 电 影    | 春苗                            | 导演           |          |                                  | |
| 1976年   | 电 影    | 磐石湾                          | 导演           |          |                                  | |
| 1977年   | 电 影    | 青春                            | 导演           |          |                                  | |
| 1979年   | 电 影    | 啊！摇篮                        | 导演           |          |                                  | |
| 1980年   | 电 影    | 天云山传奇                      | 导演           |          |                                  | |
| 1982年   | 电 影    | 牧马人                          | 导演           |          |                                  | |
| 1984年   | 电 影    | 秋瑾                            | 导演           |          |                                  | |
| 1984年   | 电 影    | 高山下的花环                    | 导演           |          |                                  | |
| 1986年   | 电 影    | 芙蓉镇                          | 导演           |          | 卡罗维发利电影节水晶地球仪奖     | 代表作 |
| 1989年   | 电 影    | 最后的贵族                      | 导演           |          |                                  | |
| 1991年   | 电 影    | 清凉寺钟声                      | 导演           |          |                                  | |
| 1991年   | 电 影    | 启明星                          | 导演           |          |                                  | |
| 1993年   | 电 影    | 老人与狗                        | 导演           |          |                                  | 片中出现的狗实际为其主人程鹏（其本人在片中出演替身）在杀人后用被害人身体上的肉所投喂。程鹏于1995年被判处死刑，执行枪决。该片因受此案影响一度被雪藏。 |
| 1994年   | 电视剧   | 三言二拍                        | 总导演         |          |                                  | |
| 1994年   | 电视剧   | 大上海屋檐下                    | 总导演、总策划 | 武珍年   |                                  | 未播出，2006年出现名为《红色年代》的影像制品 |
| 1996年   | 电 影    | 女儿谷                          | 导演           |          |                                  | |
| 1997年   | 电 影    | 鸦片战争                        | 导演           |          |                                  | |
| 2001年   | 电 影    | 女足九号                        | 导演           |          |                                  | |
| 2005年   | 舞台剧   | 金大班的最后一夜                | 艺术总监       |          |                                  | |

## 著作
- 《谢晋电影选集》（全六卷）2007年，上海大学出版社
  - 战争卷： 红色娘子军、啊！摇篮、高山下的花环
  - 历史卷： 秋瑾、清凉寺钟声、鸦片战争
  - 反思卷： 天云山传奇、牧马人、芙蓉镇
  - 女性卷： 舞台姐妹、最后的贵族、女儿谷
  - 关爱卷： 青春、启明星、老人与狗
  - 体育卷： 女篮5号、大李小李和老李、女足9号

## 家庭
谢晋与妻子徐大雯育有4个儿女，除大女儿和大儿子谢衍外，其余两个儿子谢建庆（阿三）、谢嘉庆（阿四）均有智力问题。其中谢建庆（阿三）在1991年就因哮喘去世，而谢晋事业上的唯一接班人谢衍也于2008年8月身患肝癌先谢晋而去。